# Carl Woodard
Carl Louis Woodard (* 7. November 1958 in Fayetteville) ist ein US-amerikanisch-schwedischer Basketballtrainer.

## Spielerkarriere
Als Jugendlicher gehörte Woodard in seinem Heimatland, den Vereinigten Staaten, von 1971 bis 1975 der Basketballmannschaft der Auburn High School an, als Student der Soziologie und Psychologie spielte er zwischen 1975 und 1977 für die Hochschulmannschaft des Cayuga Community College (Bundesstaat New York) und von 1977 bis 1979 der Elizabeth City State University (Bundesstaat North Carolina). Woodard, der als Aufbauspieler eingesetzt wurde, wechselte anschließend ins Profilager und spielte von 1980 bis 1993 in Schweden, unter anderem für Vereine in Linköping und Nässjö sowie 1992/93 für Jämtland Basket. Teils fungierte er während seiner Spielerzeit in Schweden als Spielertrainer. Ende Januar 1993 wurden in einer Dopingprobe Spuren eines verbotenen Schmerzmittels gefunden, welches Woodard eigener Aussage nach wegen Kniebeschwerden eingenommen hatte.

## Trainerkarriere
Ab 1993 war Woodard zeitweilig am Cayuga Community College als Trainer tätig, ab 1994 lebte er in Dänemark. Von 1995 bis 1999 war er Trainer beim Værløse BBK. 1996 führte er Værløses Herrenmannschaft zum Gewinn des dänischen Meistertitels. Im Februar 1999 wechselte er zum deutschen Regionalligisten BBC Horchheim, für den er bis zum Saisonende tätig war.
Ab 1999 war Woodard in Deutschland Trainer des TuS Jena, dem unter seiner Leitung 2001 der Aufstieg in die 2. Basketball-Bundesliga gelang. Damit endete seine Jenaer Amtszeit. Ab Beginn des Spieljahres 2003/2004 trainierte er den österreichischen Bundesligisten Mattersburg 49ers. Im Laufe der Saison kam es zur Trennung.
Von 2004 bis 2006 betreute Woodard den finnischen Erstligisten Porvoon Tarmo. Im Spieljahr 2004/05 erreichte die Mannschaft unter seiner Leitung den vierten Tabellenplatz. Anschließend war ab 2006 Woodard Trainer des Erstligisten Team Sjælland in Dänemark, im Dezember 2010 trat er das Cheftraineramt bei den Herzögen Wolfenbüttel in der 2. Bundesliga ProB an. Er blieb bis zum Ende der Saison 2010/11 in Wolfenbüttel im Amt. Ab Ende Oktober 2011 war Woodard Cheftrainer des Erstligisten BBC Nitia im luxemburgischen Bettemburg. Im November 2012 erfolgte die Trennung.
Von 2013 bis 2015 war er Trainer der dänischen Mannschaft Solrød Comets sowie anschließend im selben Verein Sportlicher Leiter und Jugendtrainer. Woodard war in Dänemark und Schweden als Sozialarbeiter und Jugendpfleger tätig. Im September 2019 übernahm er als Trainer Aufgaben im Nachwuchsbereich des Vereins ALBA Basket im dänischen Allerød.